# السفارة السعودية في البرازيل
سفارة المملكة العربية السعودية في جمهورية البرازيل الاتحادية، هي بعثة دبلوماسية سعودية تقع في العاصمة البرازيلية برازيليا ويترأس البعثة سفير خادم الحرمين الشريفين علي بن عبد الله باهيثم.

## وصلات خارجية
- موقع سفارة المملكة العربية السعودية السعودية في جمهورية البرازيل
- وزارة الخارجية السعودية (بالعربية)
- Ministry of Foreign Affairs of Kingdom of Saudi Arabia (بالإنجليزية)